# Witold Hausner
Witold Hausner herbu Pomian (ur. 1852, zm. 24 kwietnia 1925 w Krakowie) – polski prawnik, prokurator, sędzia.

## Życiorys
Urodził się w 1852 jako syn Ottona (1827-1890) i Aleksandry z domu Kownackiej. Miał siostrę Jadwigę po mężu Łubieńską. Ukończył studia prawa z tytułem doktora. W okresie zaboru austriackiego w ramach autonomii galicyjskiej wstąpił do służby wymiaru sprawiedliwości. Pełnił stanowisko prezydenta Wyższego Sądu Krajowego w Krakowie od 1905. Otrzymał godność c. k. tajnego radcy.
W 1911 jego portret wykonał malarz Jacek Malczewski. Z okazji przeniesienia w stan spoczynku na własną prośbę na początku 1916 został odznaczony Orderem Żelaznej Korony I klasy wraz z uwolnieniem od taksy.
Zmarł 24 kwietnia 1925 w Krakowie. Został pochowany na cmentarzu Rakowickim (kwatera Hb).